# Ryan Flaherty
Ryan Edward Flaherty (ur. 27 lipca 1987) – amerykański baseballista występujący na pozycji drugobazowego, trzeciobazowego i zapolowego.

## Przebieg kariery
Flaherty studiował na Vanderbilt University, gdzie w latach 2006–2007 grał w drużynie uniwersyteckiej Vanderbilt Commodores. W 2008 został wybrany w pierwszej rundzie draftu z numerem 41. przez Chicago Cubs, jednak występował jedynie w klubach farmerskich tego zespołu. W grudniu 2011 przeszedł do Baltimore Orioles na mocy tak zwanego Rule 5 draft (draft, do którego przystępują zawodnicy z niższych lig, niepowołani do 40–osobowego składu na najbliższy sezon).
W Major League Baseball zadebiutował 7 kwietnia 2012 w meczu przeciwko Minnesota Twins. 28 września 2012 w meczu z Boston Red Sox zdobył pierwszego w karierze grand slama.
9 lutego 2018 podpisał niegwarantowany kontrakt z Philadelphia Phillies. W marcu 2018 został zawodnikiem Atlanta Braves.